# Липецька сільська рада (Харківський район)
Ли́пецька сільська́ ра́да — орган місцевого самоврядування Липецької сільської територіальної громади Харківського району Харківської області. Адміністративний центр — село Липці.

## Загальні відомості
Липецька сільська рада утворена в 1920 році.
Інформація про раду після створення Липецької сільської територіальної громади (станом на 2020 рік):
- Територія громади: 363,5 км²
- Населення громади: 13 446 осіб (2020)
- Густота населення громади: 36,99 осіб/км²

Інформація про раду станом на 2001 рік:
- Територія ради: 45,67 км²
- Населення ради: 4 182 особи (станом на 2001 рік)
- Територією ради протікають річки Липець, Харків.

## Склад ради
Рада складалася з 26 депутатів та голови.
- Голова ради: Слабченко Олексій Миколайович
- Секретар ради: Вознюк Наталія Василівна
- Депутати за результатами місцевих виборів 2020 року:

| № з/п | ПІБ депутата                       | Фракція/суб’єкт висування                                             |
| 1     | Антонова Олена Євгеніївна          | Депутатська фракція «СЛУГА НАРОДУ»                                    |
| 2     | Бутов Євген Олександрович          | Депутатська група «Блок Світличної Разом»                             |
| 3     | Водолазький Олександр Валентинович | Депутатська фракція ПОЛІТИЧНОЇ ПАРТІЇ «ОПОЗИЦІЙНА ПЛАТФОРМА-ЗА ЖИТТЯ» |
| 4     | Вознюк Наталія Василівна           | Депутатська група «Блок Світличної Разом»                             |
| 5     | Дєгтярьова Тетяна Станіславівна    | Депутатська група «Блок Світличної Разом»                             |
| 6     | Зимогляд Олексій Олександрович     | Депутатська фракція «СЛУГА НАРОДУ»                                    |
| 7     | Криветченко Сергій Вікторович      | Депутатська фракція «СЛУГА НАРОДУ»                                    |
| 8     | Кудіков Вадим Юрійович             | Депутатська фракція «СЛУГА НАРОДУ»                                    |
| 9     | Кусік Олексій Миколайович          | Депутатська фракція «СЛУГА НАРОДУ»                                    |
| 10    | Молчанова Галина Миколаївна        | Депутатська група «Блок Кернеса – Успішний Харків»                    |
| 11    | Мороз Олексій Вікторович           | Депутатська фракція ПОЛІТИЧНОЇ ПАРТІЇ «ОПОЗИЦІЙНА ПЛАТФОРМА-ЗА ЖИТТЯ» |
| 12    | Новіков Олександр Миколайович      | Депутатська фракція «СЛУГА НАРОДУ»                                    |
| 13    | Подорожний Олексій Миколайович     | Депутатська фракція «СЛУГА НАРОДУ»                                    |
| 14    | Потабенко Світлана Василівна       | Депутатська група «Блок Кернеса – Успішний Харків»                    |
| 15    | Передерєєва Алла Миколаївна        | Депутатська група «Блок Кернеса – Успішний Харків»                    |
| 16    | Рой Валентина Миколаївна           | Депутатська фракція «СЛУГА НАРОДУ»                                    |
| 17    | Саніна Людмила Борисівна           | Депутатська група «Блок Світличної Разом»                             |
| 18    | Супруненко Андрій Володимирович    | Депутатська група «Блок Світличної Разом»                             |
| 19    | Сергєєва Тетяна Сергіївна          | Депутатська група «Блок Кернеса – Успішний Харків»                    |
| 20    | Сіліна Світлана Вікторівна         | Депутатська фракція ПОЛІТИЧНОЇ ПАРТІЇ «ОПОЗИЦІЙНА ПЛАТФОРМА-ЗА ЖИТТЯ» |
| 21    | Смірнов Михайло Юрійович           | Депутатська фракція ПОЛІТИЧНОЇ ПАРТІЇ «ОПОЗИЦІЙНА ПЛАТФОРМА-ЗА ЖИТТЯ» |
| 22    | Федоренко Олександр Іванович       | Депутатська група «Блок Світличної Разом»                             |
| 23    | Чоломбитько Сергій Олександрович   | Депутатська група «Блок Кернеса – Успішний Харків»                    |
| 24    | Шабельник Любов Павлівна           | Депутатська фракція «СЛУГА НАРОДУ»                                    |
| 25    | Юрасова Любов Ігорівна             | Депутатська група «Блок Кернеса – Успішний Харків»                    |
| 26    | Яненко Володимир Леонідович        | Депутатська фракція ПОЛІТИЧНОЇ ПАРТІЇ «ОПОЗИЦІЙНА ПЛАТФОРМА-ЗА ЖИТТЯ» |

### Керівний склад попередніх скликань
| Прізвище, ім'я, по батькові        | Основні відомості                                                         | Дата обрання | Дата звільнення |
| ---------------------------------- | ------------------------------------------------------------------------- | ------------ | --------------- |
| Водолазький Олександр Валентинович | Сільський голова, 1968 року народження, член Партії регіонів              | 26.03.2006   | 31.10.2010      |
| Кордас Валерій Мечиславович        | Сільський голова, 1949 року народження, освіта вища, член Партії регіонів | 31.10.2010   | 25.10.2015      |
| Федоренко Олександр Іванович       | Сільський голова, 1953 року народження, освіта вища, безпартійний         | 25.10.2015   | 24.10.2020      |

Примітка: таблиця складена за даними сайту Верховної Ради України

### Депутати попередніх скликань
За результатами місцевих виборів 2010 року депутатами ради стали:

#### За суб'єктами висування
| Суб'єкт висування | Кількість обраних депутатів | %    |
| ----------------- | --------------------------- | ---- |
| Партія регіонів   | 21                          | 87,5 |
| Самовисування     | 3                           | 12,5 |

#### За округами
| № округу        | Прізвище, ім'я, по батькові      | Дата визнання обраним | Освіта             | Партійна приналежність | Відомості про обраного депутата                                         |
| --------------- | -------------------------------- | --------------------- | ------------------ | ---------------------- | ----------------------------------------------------------------------- |
| Партія регіонів |                                  |                       |                    |                        |                                                                         |
| 1               | Леонідов Олег Владиславович      | 04.11.2010            | вища               | позапартійний          | Липецька загальноосвітня школа І-ІІІ ст. ім. Щепкіна, вчитель           |
| 3               | Щирова Інна Анатоліївна          | 04.11.2010            | середня            | позапартійна           | студентка                                                               |
| 4               | Вознюк Наталія Василівна         | 04.11.2010            | вища               | позапартійна           | Липецька сільська рада, секретар ради                                   |
| 7               | Рєзник Тетяна Вікторівна         | 04.11.2010            | вища               | позапартійна           | Липецька сільська рада, діловод                                         |
| 8               | Топчій Олена Олександрівна       | 04.11.2010            | середня спеціальна | позапартійна           | Обласна туберкульозна лікарня № 2, секретар                             |
| 9               | Бурляй Анатолій Володимирович    | 04.11.2010            | вища               | позапартійний          | КПКГ Харківкомуночиствод, завідувач господарськоючастиною               |
| 10              | Саніна Людмила Борисівна         | 04.11.2010            | середня спеціальна | позапартійна           | Липецька сільська рада, інспектор ВОС                                   |
| 11              | Вахула Валентина Іванівна        | 04.11.2010            | вища               | позапартійна           | Липецька загальноосвітня школа І-ІІІ ст. ім. Щепкіна, психолог          |
| 12              | Бесєдін Ігор Петрович            | 04.11.2010            | середня            | позапартійний          | ТОВ"Тренд-плюс", майстер                                                |
| 13              | Грищенко Тетяна Володимирівна    | 04.11.2010            | середня спеціальна | позапартійна           | Липецька сільська рада, техпрацівних                                    |
| 14              | Євлахов Андрій Володимирович     | 04.11.2010            | середня спеціальна | позапартійний          | С.Липці, приватнийпідприємець                                           |
| 15              | Кандаурова Любов Іванівна        | 04.11.2010            | середня спеціальна | позапартійна           | пенсіонер                                                               |
| 16              | Медвєдєва Інна Вячеславівна      | 04.11.2010            | середня            | позапартійна           | домогосподарка                                                          |
| 17              | Гармаш Олена Миколаївна          | 04.11.2010            | вища               | позапартійна           | тимчасово не працює                                                     |
| 18              | Сабейко Василь Йосипович         | 04.11.2010            | вища               | позапартійний          | Липецька ДЮСШ, тренер                                                   |
| 19              | Тесленко Надія Федорівна         | 04.11.2010            | середня спеціальна | позапартійна           | Липець кий ДНЗ, вихователь                                              |
| 20              | Черкащина Тетяна Василівна       | 04.11.2010            | середня спеціальна | позапартійна           | Липець кий ДНЗ, вихователь                                              |
| 21              | Єрофієва Любов Миколаївна        | 04.11.2010            | вища               | позапартійна           | Липецька сільська рада, уповноважена з прав дитини                      |
| 22              | Коптєва Наталія Григорівна       | 04.11.2010            | вища               | позапартійна           | ШВД Харківський район, лікар                                            |
| 23              | Новикова Віра Єгорівна           | 04.11.2010            | незакінчена вища   | позапартійна           | ХРДА, спеціаліст 1 категорії адресної соціальної допомоги               |
| 24              | Гармаш Любов Володимірівна       | 04.11.2010            | вища               | позапартійна           | Липецька сільська рада, головний бухгалтер                              |
| Самовисування   |                                  |                       |                    |                        |                                                                         |
| 2               | Павлюк Леонід Станіславович      | 04.11.2010            | вища               | позапартійний          | ХТМ ХТР № 4, слюсар-ремонтник                                           |
| 5               | Романченко Володимир Олексійович | 04.11.2010            | вища               | позапартійний          | ТОВ"Сільгоспродукт", головний енергетик                                 |
| 6               | Домановська Ольга Іванівна       | 04.11.2010            | вища               | позапартійна           | Липецька загальноосвітня школа І-ІІІ ст. ім. Щепкіна, секретар-лаборант |